# Marielyst
Marielyst är en ort på ön Falster i Danmark.   Den ligger i Guldborgsunds kommun och Region Själland, i den sydöstra delen av landet, 120 km söder om Köpenhamn. Antalet invånare är 725.
Närmaste större samhälle är Nykøbing Falster, 10 km nordväst om Marielyst. 